# 마쓰나카 노부히코
마쓰나카 노부히코(일본어: 松中 信彦, 1973년 12월 26일 ~ )는 일본의 프로 야구 선수이다.

## 인물
구마모토현에서 태어나 사회인 야구팀 시절인 1996년 애틀랜타 올림픽 대표팀 선수로 활약을 했고, 1996년 드래프트 2위로 지명받아 후쿠오카 다이에 호크스(당시)에 입단했다. 2000년에는 등번호가 26번에서 3번으로 배정 받아 33개의 홈런, 106타점을 기록하여 퍼시픽 리그 MVP를 차지했다. 2004년에 44개의 홈런, 120 타점, 3할 5푼 8리의 타율을 기록하여 타격 3관왕을 석권하는 위업을 달성, 2년 뒤인 2006년에 월드 베이스볼 클래식 일본 대표팀 선수로 활약을 했다.
아내는 프리 아나운서를 맡고 있는 하야시 게이코이다.

## 출신 학교
- 야쓰시로 제1 고등학교(現 슈가쿠칸 고등학교)

## 선수 경력
사회인 시대
- 신일본제철

프로팀 경력
- 후쿠오카 다이에 호크스·후쿠오카 소프트뱅크 호크스(1997년 ~ 2015년)

국가 대표 경력
- 애틀랜타 올림픽 일본 국가대표팀(1996년)
- 시드니 올림픽 일본 국가대표팀(2000년)
- 월드 베이스볼 클래식 일본 국가대표팀(2006년)

## 수상·타이틀 경력

### 타이틀
- 타격 부문 3관왕 : 1회(2004년)
- 수위 타자 : 2회(2004년, 2006년)
- 홈런왕 : 2회(2004년, 2005년)
- 타점왕 : 3회(2003년 ~ 2005년)
- 최다 안타 : 1회(2004년)
- 최고 출루율 : 3회(2004년 ~ 2006년)

### 수상
- MVP : 2회(2000년, 2004년)
- 베스트 나인 : 5회(2000년, 2003년 ~ 2006년)
- 골든 글러브상 : 1회(2004년)
- 월간 MVP : 6회(2001년 9월, 2003년 8월, 2004년 5월, 2005년 7월·9월, 2006년 6월)
- 센트럴·퍼시픽 교류전 우수 선수상(닛폰 생명상) : 1회(2006년)
- 올스타전 MVP : 1회(2009년 제2차전)
- 구마모토 현 스포츠 우수 대상 특별상(2006년)

## 주요 기록

### 첫 기록
- 첫 출장·첫 선발 출장 : 1997년 5월 31일, 대 세이부 라이온스 9차전(후쿠오카 돔)
- 첫 안타·첫 타점 : 상동
- 첫 사(死)구 : 1997년 6월 18일, 대 닛폰햄 파이터스 14차전(도쿄 돔)
- 첫 홈런 : 1998년 9월 5일, 대 세이부 라이온스 22차전(후쿠오카 돔)
- 첫 도루 : 1998년 9월 13일, 대 긴테쓰 버펄로스 27차전(후쿠오카 돔)

### 기록 달성 경력
- 통산 100홈런 : 2002년 5월 31일, 대 닛폰햄 파이터스 6차전(도쿄 돔) ※역대 219번째.
- 통산 150홈런 : 2003년 9월 27일, 대 오릭스 블루웨이브 27차전(Yahoo! BB스타디움) ※역대 128번째.
- 통산 200홈런 : 2005년 4월 17일, 대 지바 롯데 마린스 6차전(후쿠오카 Yahoo! JAPAN 돔) ※역대 82번째.
- 통산 1000안타 : 2005년 7월 30일, 대 지바 롯데 마린스 12차전(후쿠오카 Yahoo! JAPAN 돔) ※역대 235번째.
- 통산 1000경기 출장 : 2006년 4월 28일, 대 홋카이도 닛폰햄 파이터스 6차전(삿포로 돔) ※역대 410번째.
- 통산 250홈런 : 2006년 5월 6일, 대 세이부 라이온스 7차전(인보이스 세이부 돔) ※역대 48번째.
- 통산 300홈런 : 2008년 8월 29일, 대 사이타마 세이부 라이온스 20차전(후쿠오카 Yahoo! JAPAN 돔) ※역대 34번째.
- 통산 1000타점 : 2009년 4월 3일, 대 오릭스 버펄로스 1회전(후쿠오카 Yahoo! JAPAN 돔) ※역대 34번째.
- 통산 100사(死)구 : 2009년 4월 21일, 대 홋카이도 닛폰햄 파이터스 4차전(도쿄 돔) ※역대 11번째.
- 통산 1500안타 : 2009년 5월 6일, 대 오릭스 버펄로스 6차전(교세라 돔 오사카) ※역대 100번째.
- 통산 300개의 2루타 : 2009년 8월 6일, 대 지바 롯데 마린스 15차전(후쿠오카 Yahoo! JAPAN 돔) ※역대 52번째.
- 통산 1500경기 출장 : 2010년 3월 28일, 대 오릭스 버펄로스 3차전(후쿠오카 Yahoo! JAPAN 돔) ※역대 168번째.
- 통산 3000루타 : 2011년 4월 14일, 대 오릭스 버펄로스 3차전(교세라 돔 오사카) ※역대 48번째.

### 기타
- 3년 연속 120타점(2003년 ~ 2005년) ※일본 기록.
- 시즌 타격 7개 부문(타율, 홈런, 타점, 안타, 출루율, 득점, 루타) 석권(2004년) ※역대 2번째.
- 2004년에 기록한 118득점, 2004년에는 342루타, 82개의 장타는 구단에 있어서의 연간 최다 기록이며, 통산 타율은 구단에서의 역대 1위를 기록.
- 올스타전 출장 : 9회(1999년 ~ 2001년, 2003년 ~ 2005년, 2007년 ~ 2009년)[1]

## 등번호
- 26(1997년 ~ 1999년)
- 3(2000년 ~ 2015년)

## 연도별 성적
| 연도        | 소속               | 경 기 | 타 석 | 타 수 | 득 점 | 안 타 | 2 루 타 | 3 루 타 | 홈 런 | 루 타 | 타 점 | 도 루 | 도루 실패 | 희생 번트 | 희생 플라이 | 볼 넷 | 고의 사구 | 死 구 | 삼 진 | 병 살 타 | 타 율 | 출 루 율 | 장 타 율 | O P S |
| ----------- | ------------------ | ----- | ----- | ----- | ----- | ----- | ------- | ------- | ----- | ----- | ----- | ----- | --------- | --------- | ----------- | ----- | --------- | ----- | ----- | -------- | ----- | -------- | -------- | ----- |
| 1997년      | 다이에· 소프트뱅크 | 20    | 48    | 43    | 4     | 9     | 1       | 0       | 0     | 10    | 6     | 0     | 1         | 1         | 1           | 2     | 0         | 1     | 13    | 2        | .209  | .255     | .233     | .488  |
| 1998년      | 다이에· 소프트뱅크 | 34    | 83    | 71    | 9     | 19    | 6       | 0       | 3     | 34    | 10    | 2     | 0         | 0         | 1           | 10    | 1         | 1     | 12    | 0        | .268  | .361     | .479     | .840  |
| 1999년      | 다이에· 소프트뱅크 | 126   | 462   | 395   | 57    | 106   | 20      | 4       | 23    | 203   | 71    | 5     | 2         | 5         | 4           | 46    | 3         | 12    | 60    | 11       | .268  | .359     | .514     | .873  |
| 2000년      | 다이에· 소프트뱅크 | 130   | 540   | 471   | 76    | 147   | 26      | 1       | 33    | 274   | 106   | 0     | 1         | 0         | 7           | 56    | 4         | 6     | 49    | 12       | .312  | .387     | .582     | .969  |
| 2001년      | 다이에· 소프트뱅크 | 130   | 551   | 479   | 81    | 160   | 29      | 0       | 36    | 297   | 122   | 2     | 0         | 0         | 5           | 57    | 5         | 10    | 77    | 6        | .334  | .412     | .620     | 1.032 |
| 2002년      | 다이에· 소프트뱅크 | 136   | 561   | 485   | 75    | 126   | 23      | 1       | 28    | 235   | 83    | 1     | 2         | 0         | 7           | 52    | 1         | 17    | 80    | 12       | .260  | .348     | .485     | .833  |
| 2003년      | 다이에· 소프트뱅크 | 135   | 590   | 494   | 99    | 160   | 31      | 1       | 30    | 283   | 123   | 2     | 0         | 0         | 3           | 81    | 3         | 12    | 69    | 12       | .324  | .429     | .573     | 1.002 |
| 2004년      | 다이에· 소프트뱅크 | 130   | 577   | 478   | 118   | 171   | 37      | 1       | 44    | 342   | 120   | 2     | 0         | 0         | 2           | 84    | 6         | 12    | 67    | 7        | .358  | .464     | .715     | 1.179 |
| 2005년      | 다이에· 소프트뱅크 | 132   | 575   | 483   | 109   | 152   | 26      | 2       | 46    | 320   | 121   | 2     | 1         | 0         | 7           | 76    | 3         | 9     | 85    | 6        | .315  | .412     | .663     | 1.075 |
| 2006년      | 다이에· 소프트뱅크 | 131   | 559   | 447   | 79    | 145   | 32      | 1       | 19    | 236   | 76    | 2     | 0         | 0         | 4           | 102   | 10        | 6     | 37    | 5        | .324  | .453     | .528     | .981  |
| 2007년      | 다이에· 소프트뱅크 | 123   | 519   | 440   | 60    | 117   | 26      | 1       | 15    | 190   | 68    | 1     | 0         | 0         | 6           | 68    | 7         | 5     | 66    | 5        | .266  | .366     | .432     | .798  |
| 2008년      | 다이에· 소프트뱅크 | 144   | 632   | 538   | 79    | 156   | 28      | 2       | 25    | 263   | 92    | 3     | 1         | 0         | 8           | 77    | 8         | 8     | 91    | 11       | .290  | .382     | .489     | .871  |
| 2009년      | 다이에· 소프트뱅크 | 126   | 521   | 448   | 62    | 125   | 21      | 0       | 23    | 215   | 80    | 2     | 3         | 0         | 3           | 62    | 6         | 8     | 77    | 11       | .279  | .374     | .480     | .854  |
| 2010년      | 다이에· 소프트뱅크 | 79    | 267   | 238   | 28    | 56    | 5       | 1       | 11    | 96    | 35    | 3     | 0         | 0         | 2           | 24    | 1         | 3     | 44    | 4        | .235  | .311     | .403     | .714  |
| 2011년      | 다이에· 소프트뱅크 | 88    | 304   | 266   | 26    | 82    | 16      | 0       | 12    | 134   | 36    | 0     | 0         | 0         | 3           | 29    | 2         | 5     | 38    | 2        | .308  | .383     | .504     | .887  |
| 2012년      | 다이에· 소프트뱅크 | 65    | 164   | 136   | 10    | 30    | 2       | 0       | 4     | 44    | 13    | 1     | 0         | 0         | 0           | 26    | 2         | 0     | 26    | 2        | .221  | .341     | .324     | .665  |
| 통산 : 16년 | 통산 : 16년        | 1729  | 6953  | 5912  | 972   | 1761  | 329     | 15      | 352   | 3176  | 1162  | 28    | 11        | 6         | 63          | 852   | 62        | 115   | 891   | 108      | .298  | .392     | .537     | .929  |

- 2011년 기준, 굵은 글씨는 시즌 최고 성적.
- 2005년에 다이에(후쿠오카 다이에 호크스)가 소프트뱅크(후쿠오카 소프트뱅크 호크스)로 구단명을 변경.